# Calohelcon roddi
Calohelcon roddi är en stekelart som beskrevs av Donald L.J. Quicke och Holloway 1991. Calohelcon roddi ingår i släktet Calohelcon och familjen bracksteklar. Inga underarter finns listade.